# Шнайдер, Саша (художник)

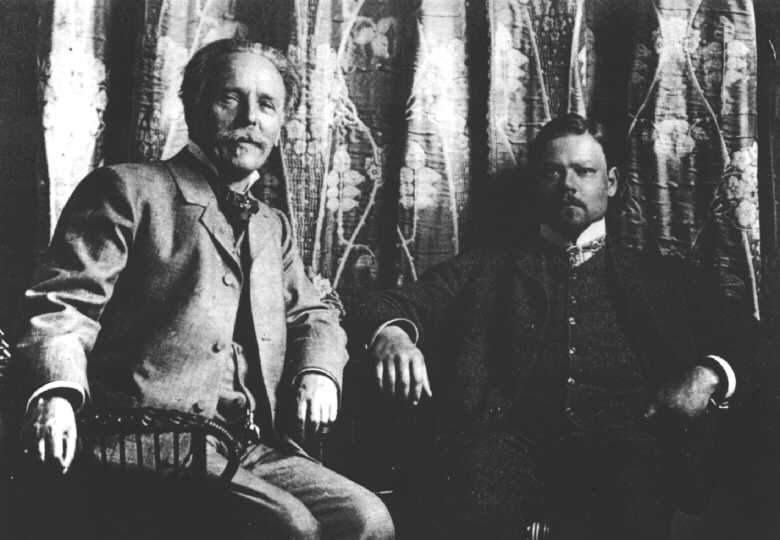
Саша Шнайдер (справа) и Карл Май, 1904

Саша Шнайдер, имя при рождении Карл Александр Шнайдер (нем. Sascha Schneider, Karl Alexander Schneider, 21 сентября 1870, Санкт-Петербург — 18 августа 1927, Свинемюнде, ныне Свиноуйсьце) — немецкий график, скульптор и живописец эпохи модерна, известный иллюстрациями к романам Карла Мая.

## Биография
Ранние годы будущего художника прошли в Петербурге. После смерти отца мать переехала вместе с детьми в Дрезден. В 1881 году Шнайдеры обосновались в Цюрихе. Карл Александр учился в гимназии, а затем в Академии изящных искусств в Дрездене. В 1903 году познакомился с Карлом Маем, занялся иллюстрированием его книг. С 1904 — преподаватель художественной школы в Веймаре. Из-за угроз сожителя, художника Хельмута Яна, раскрыть его гомосексуальные наклонности, преследовавшиеся тогда по германским законам (параграф 175 уголовного кодекса), переехал в Италию, где такие наклонности не относились к числу преступлений. Путешествовал, в том числе — по Кавказу. Страдал диабетом. Захотев пить на корабле, приближавшемся к Свинемюнде, по ошибке выпил ядовитый пятновыводитель. Похоронен в Лошвице — ныне Дрезден.

## Галерея

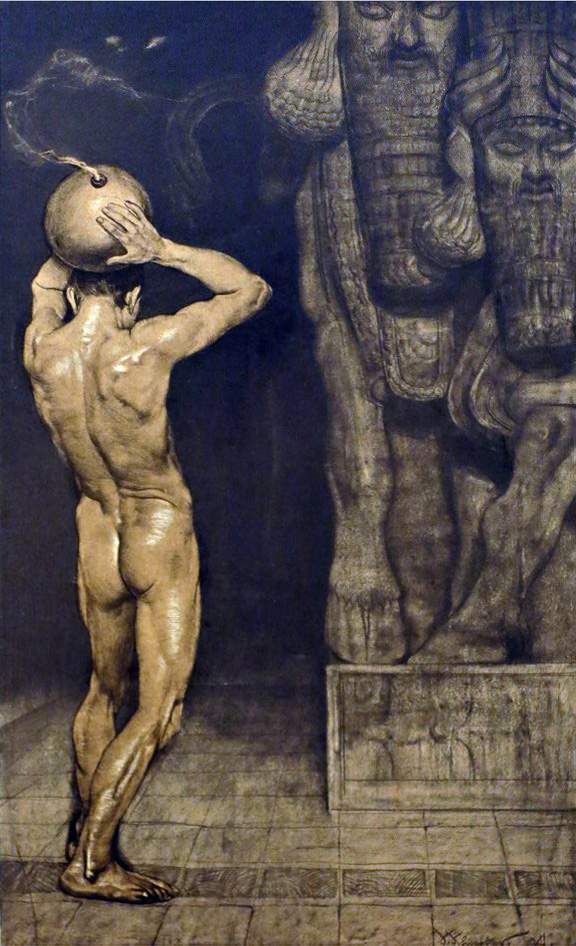
«Анархист» (1894)
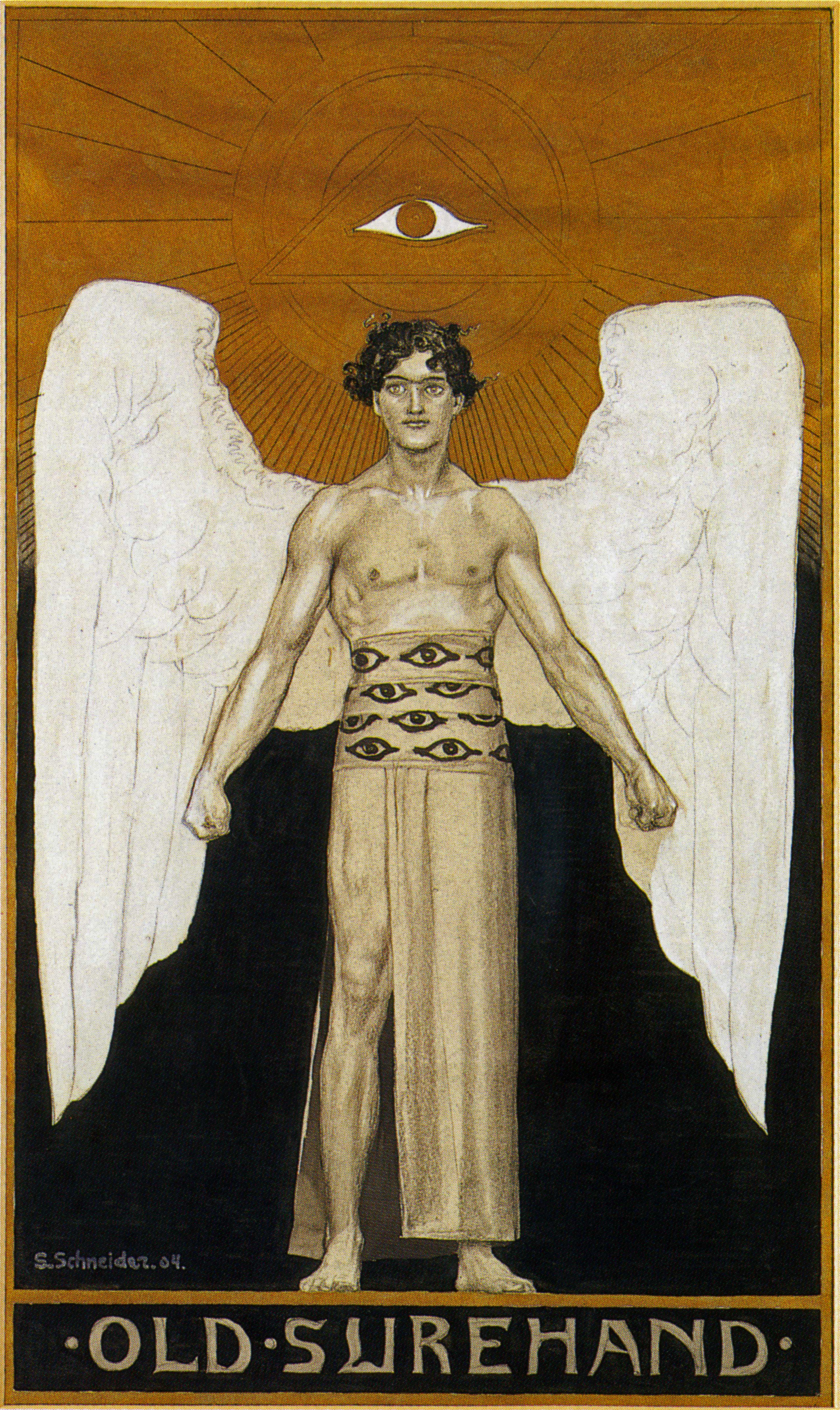
«Старый Шаттерхэнд», иллюстрация к роману Карла Мая (1904)
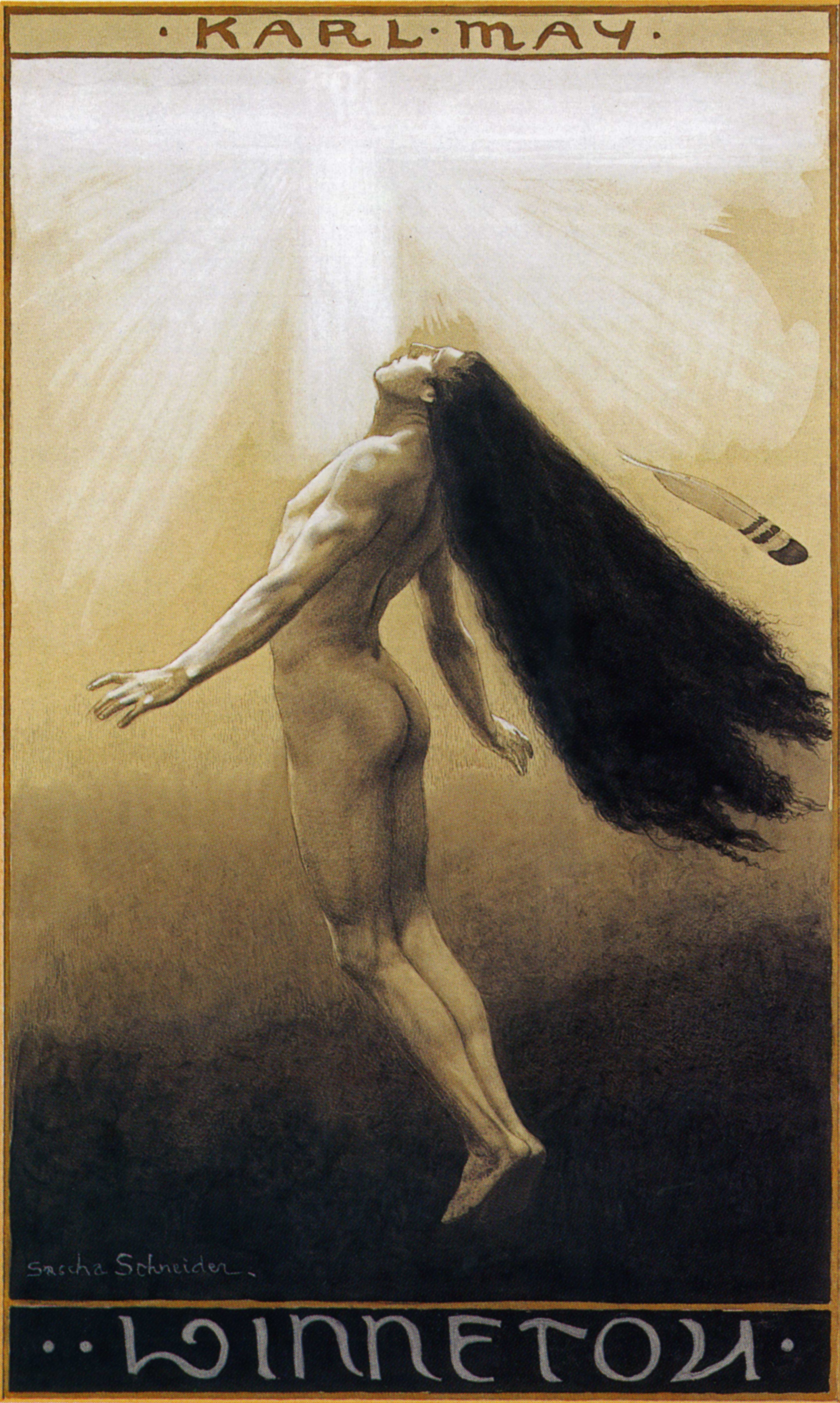
«Виннету», иллюстрация к роману Карла Мая (1904)
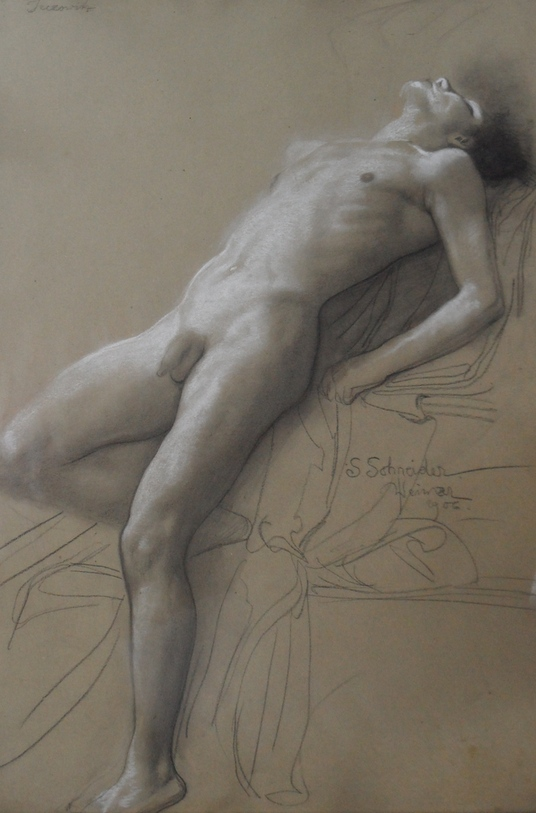
«Голый сатир» (Веймар 1906)
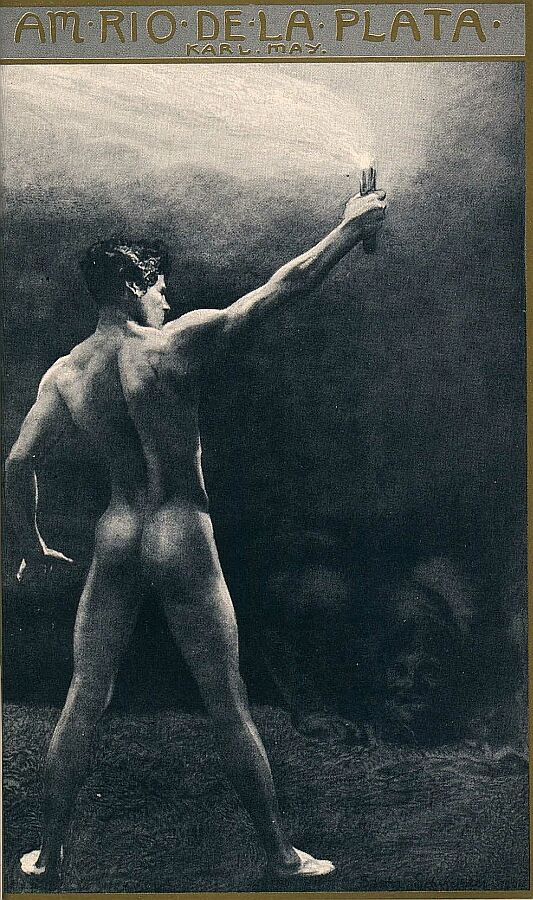
«На берегах Рио де ла Плата», иллюстрация к роману Карла Мая (1904)